# Chouain
Chouain település Franciaországban, Calvados megyében. Lakosainak száma 234 fő (2022. január 1.). Chouain Audrieu, Bucéels, Condé-sur-Seulles, Juaye-Mondaye és Ducy-Sainte-Marguerite községekkel határos.

## Népesség
A település népességének változása:
| Lakosok száma | 135  | 170  | 205  | 224  | 219  | 225  | 224  | 220  | 229  | 234  |
|               | 1968 | 1982 | 1990 | 2006 | 2013 | 2015 | 2017 | 2019 | 2020 | 2022 |